# Transferkörning
Transferkörning innebär att köra en hyrbil till sin ursprungliga plats efter en envägshyra
Biluthyrningsföretag har traditionellt sätt använt biltransportföretag eller egen personal men på senare tid har detta börjat ersättas av webbplatser (DriveBack.se och Hertz Freerider i Sverige) som låter privatpersoner boka dessa bilar gratis. Oftast behöver fordonen flyttas med kort varsel och erbjuder därför resorna under kort tidsintervall vilket främst passar flexibla resenärer.